# Idioma ik
El ik (también conocido como Icetot, Icietot, Ngulak y (en desuso) Teuso, Teuth), es una lengua kuliak del noreste de Uganda. Los ik tienen una actitud positiva hacia su propia lengua, por lo que el número de hablantes está aumentando. Como el idioma soo está desapareciendo, el ik será pronto la única lengua kuliak superviviente.
- Datos: Q35472